# Saint-Léger-sur-Sarthe
Saint-Léger-sur-Sarthe is een gemeente in het Franse departement Orne (regio Normandië) en telt 296 inwoners (1999). De plaats maakt deel uit van het arrondissement Alençon.

## Geografie
De oppervlakte van Saint-Léger-sur-Sarthe bedraagt 13,1 km², de bevolkingsdichtheid is 22,6 inwoners per km².
De onderstaande kaart toont de ligging van Saint-Léger-sur-Sarthe met de belangrijkste infrastructuur en aangrenzende gemeenten.

## Demografie
Onderstaande figuur toont het verloop van het inwonertal (bron: INSEE-tellingen).